# Mikkel Dons Schriver
Mikkel Dons Schriver (født 30. april 1988 i Århus) er en dansk håndboldspiller. Han spillede i sine ungdomsår i Brabrand IF og har spillet 50 ungdomslandskampe i perioden 2005 til 2009. Sølv ved EM i Tallinn 2006, Verdensmester ved VM i Bahrain 2007 og sølv ved VM i Egypten i 2009. 

## Klubber i kariereren
- AaB Håndbold 2006-2009
- Stoholm IF 2009 (4 mdr. udlejet)
- Faaborg HK 2009-2010
- IFK Kristianstad, Sverige 2010-2012
- Ajax København 2012-2013
- OV Helsingborg, Sverige 2013-2014
- Håndboldfællesskabet Ølstykke-Jyllinge (HØJ)  2014-2016

Stop med håndbold 2016